# Seznam slovenských hráčů v NHL v sezóně 2003/2004
- Stanley Cup v této sezóně získal Martin Cibák s týmem Tampa Bay Lightning.

| Tým                   | Věk | Hráč               | Post | Počet zápasů ZČ | Branky ZČ | Asistence ZČ | Body ZČ | Počet zápasů v play off | Branky v play off | Asistence v play off | Body v play off |
| --------------------- | --- | ------------------ | ---- | --------------- | --------- | ------------ | ------- | ----------------------- | ----------------- | -------------------- | --------------- |
| Ottawa Senators       | 24  | Marián Hossa       | F    | 81              | 36        | 46           | 82      | 7                       | 3                 | 1                    | 4               |
| St. Louis Blues       | 29  | Pavol Demitra      | F    | 68              | 23        | 35           | 58      | 5                       | 1                 | 0                    | 1               |
| Philadelphia Flyers   | 26  | Michal Handzuš     | F    | 82              | 20        | 38           | 58      | 18                      | 5                 | 5                    | 10              |
| Buffalo Sabres        | 29  | Miroslav Šatan     | F    | 82              | 29        | 28           | 57      | Ne                      |                   |                      |                 |
| Phoenix Coyotes       | 24  | Ladislav Nagy      | F    | 55              | 24        | 28           | 52      | Ne                      |                   |                      |                 |
| Montreal Canadiens    | 27  | Richard Zedník     | F    | 81              | 26        | 24           | 50      | 11                      | 3                 | 3                    | 6               |
| Ottawa Senators       | 35  | Peter Bondra       | F    | 77              | 26        | 23           | 49      | 7                       | 0                 | 0                    | 0               |
| Ottawa Senators       | 26  | Zdeno Chára        | D    | 79              | 16        | 25           | 41      | 7                       | 1                 | 1                    | 2               |
| Los Angeles Kings     | 31  | Žigmund Pálffy     | F    | 35              | 16        | 25           | 41      | Ne                      |                   |                      |                 |
| Minnesota Wild        | 21  | Marián Gáborík     | F    | 65              | 18        | 22           | 40      | Ne                      |                   |                      |                 |
| Nashville Predators   | 26  | Vladimír Országh   | F    | 82              | 16        | 21           | 37      | 6                       | 2                 | 0                    | 2               |
| Los Angeles Kings     | 31  | Jozef Stümpel      | F    | 64              | 8         | 29           | 37      | Ne                      |                   |                      |                 |
| Philadelphia Flyers   | 23  | Branko Radivojevič | F    | 77              | 10        | 22           | 32      | 18                      | 1                 | 1                    | 2               |
| Atlanta Thrashers     | 26  | Ronald Petrovický  | F    | 78              | 16        | 15           | 31      | Ne                      |                   |                      |                 |
| Los Angeles Kings     | 27  | Ľubomír Višňovský  | D    | 58              | 8         | 21           | 29      | Ne                      |                   |                      |                 |
| Florida Panthers      | 23  | Juraj Kolník       | F    | 53              | 14        | 11           | 25      | Ne                      |                   |                      |                 |
| Pittsburgh Penguins   | 22  | Tomáš Surový       | F    | 47              | 11        | 12           | 23      | Ne                      |                   |                      |                 |
| Phoenix Coyotes       | 27  | Radoslav Suchý     | D    | 82              | 7         | 14           | 21      | Ne                      |                   |                      |                 |
| Pittsburgh Penguins   | 28  | Martin Štrbák      | D    | 49              | 5         | 11           | 16      | Ne                      |                   |                      |                 |
| Philadelphia Flyers   | 26  | Radovan Somík      | F    | 53              | 4         | 10           | 14      | 10                      | 1                 | 1                    | 2               |
| Atlanta Thrashers     | 27  | Ivan Majeský       | D    | 63              | 3         | 7            | 10      | Ne                      |                   |                      |                 |
| Tampa Bay Lightning   | 23  | Martin Cibák       | F    | 63              | 2         | 7            | 9       | 6                       | 0                 | 1                    | 1               |
| Buffalo Sabres        | 22  | Milan Bartovič     | F    | 23              | 1         | 8            | 9       | Ne                      |                   |                      |                 |
| Florida Panthers      | 23  | Branislav Mezei    | D    | 45              | 0         | 7            | 7       | Ne                      |                   |                      |                 |
| Montreal Canadiens    | 21  | Jozef Balej        | F    | 17              | 1         | 4            | 5       | Ne                      |                   |                      |                 |
| St. Louis Blues       | 24  | Peter Sejna        | F    | 20              | 2         | 2            | 4       | Ne                      |                   |                      |                 |
| Columbus Blue Jackets | 23  | Andrej Nedorost    | F    | 9               | 2         | 0            | 2       | Ne                      |                   |                      |                 |
| Colorado Avalanche    | 21  | Marek Svatoš       | F    | 4               | 2         | 0            | 2       | 11                      | 1                 | 5                    | 6               |
| Montreal Canadiens    | 22  | Marcel Hossa       | F    | 15              | 1         | 1            | 2       | Ne                      |                   |                      |                 |
| Washington Capitals   | 26  | Ivan Čiernik       | F    | 7               | 1         | 1            | 2       | Ne                      |                   |                      |                 |
| Dallas Stars          | 35  | Ľubomír Sekeráš    | D    | 4               | 1         | 1            | 2       | Ne                      |                   |                      |                 |
| New Jersey Devils     | 25  | Jiří Bicek         | F    | 12              | 0         | 1            | 1       | 2                       | 0                 | 0                    | 0               |
| Washington Capitals   | 22  | Roman Tvrdoň       | F    | 9               | 0         | 1            | 1       | Ne                      |                   |                      |                 |
| Washington Capitals   | 23  | Rastislav Staňa    | G    | 6               | 0         | 0            | 0       | Ne                      |                   |                      |                 |
| San Jose Sharks       | 23  | Miroslav Zálešák   | F    | 2               | 0         | 0            | 0       | Ne                      |                   |                      |                 |
| Florida Panthers      | 22  | Kristián Kudroč    | D    | 2               | 0         | 0            | 0       | Ne                      |                   |                      |                 |
| Carolina Hurricanes   | 21  | Tomáš Malec        | D    | 2               | 0         | 0            | 0       | Ne                      |                   |                      |                 |
| Washington Capitals   | 25  | Andrej Podkonický  | F    | 2               | 0         | 0            | 0       | Ne                      |                   |                      |                 |

- F = Útočník
- D = Obránce
- G = Brankář